# جان كارلن
جان كارلن (بالإنجليزية: Jean Carlin)‏ هي ممثلة أمريكية، ولدت في 2 سبتمبر 1921 في لونغ بيتش في الولايات المتحدة، وتوفيت في 23 أكتوبر 1998 في لوس أنجلوس في الولايات المتحدة.

## وصلات خارجية
- جان كارلن على موقع IMDb (الإنجليزية)
- جان كارلن على موقع قاعدة بيانات الفيلم (الإنجليزية)